# Gemeinde Malësia e Madhe
Die Gemeinde Malësia e Madhe (albanisch Bashkia e Malësisë së Madhe) ist eine der 61 Gemeinden Albaniens. Das Gebiet der Gemeinde mit einer Fläche von 897 Quadratkilometern im Qark Shkodra entspricht dem ehemaligen Kreis Malësia e Madhe. Es bildet die nördlichste Spitze des albanischen Staates. Die Gemeinde hat 21.684 Einwohner (Volkszählung 2023). Hauptort ist Koplik, eine Kleinstadt mit rund 3700 Einwohnern, die 20 Kilometer nördlich von Shkodra liegt.

## Geographie

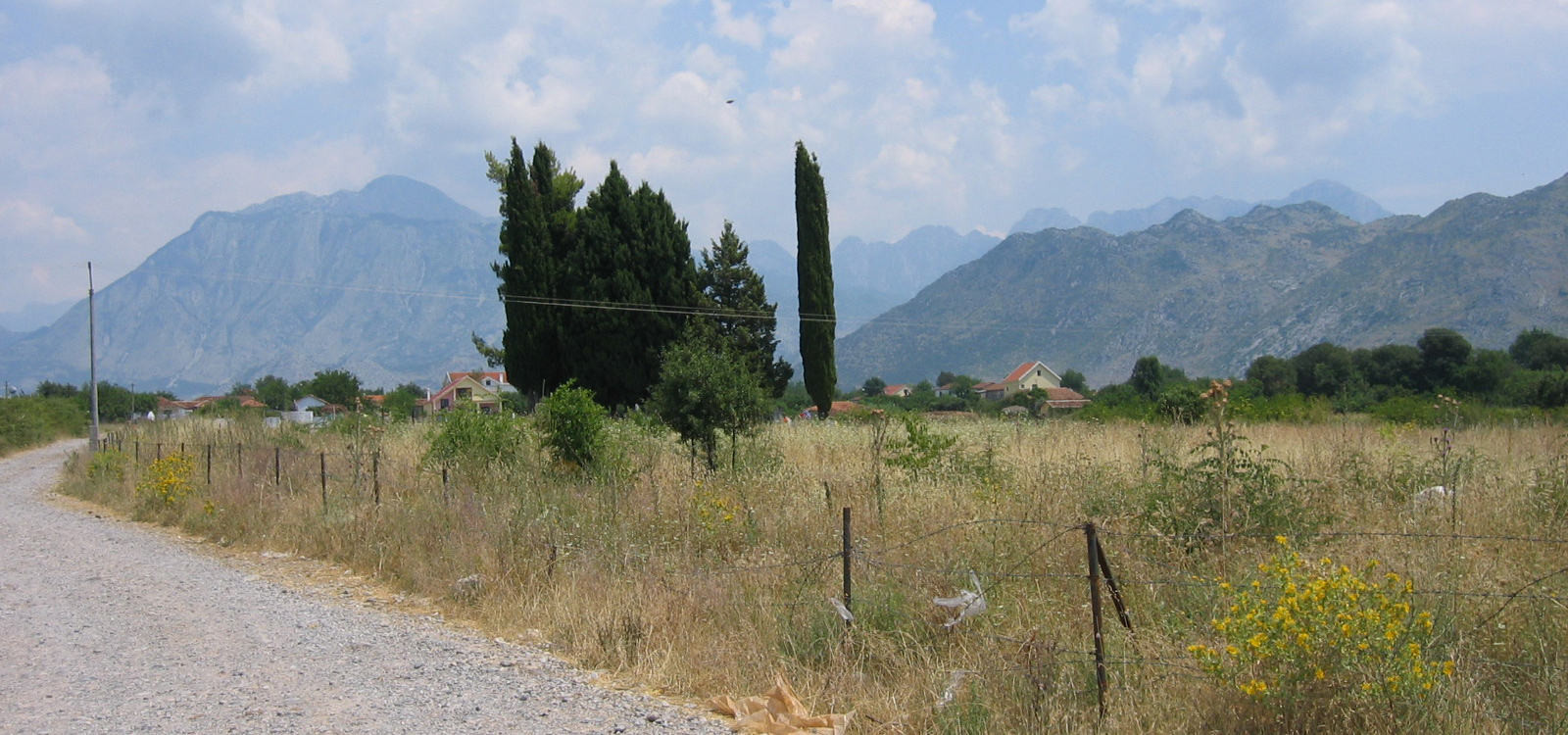
Nordalbanische Alpen von der Region Koplik am Shkodrasee gesehen

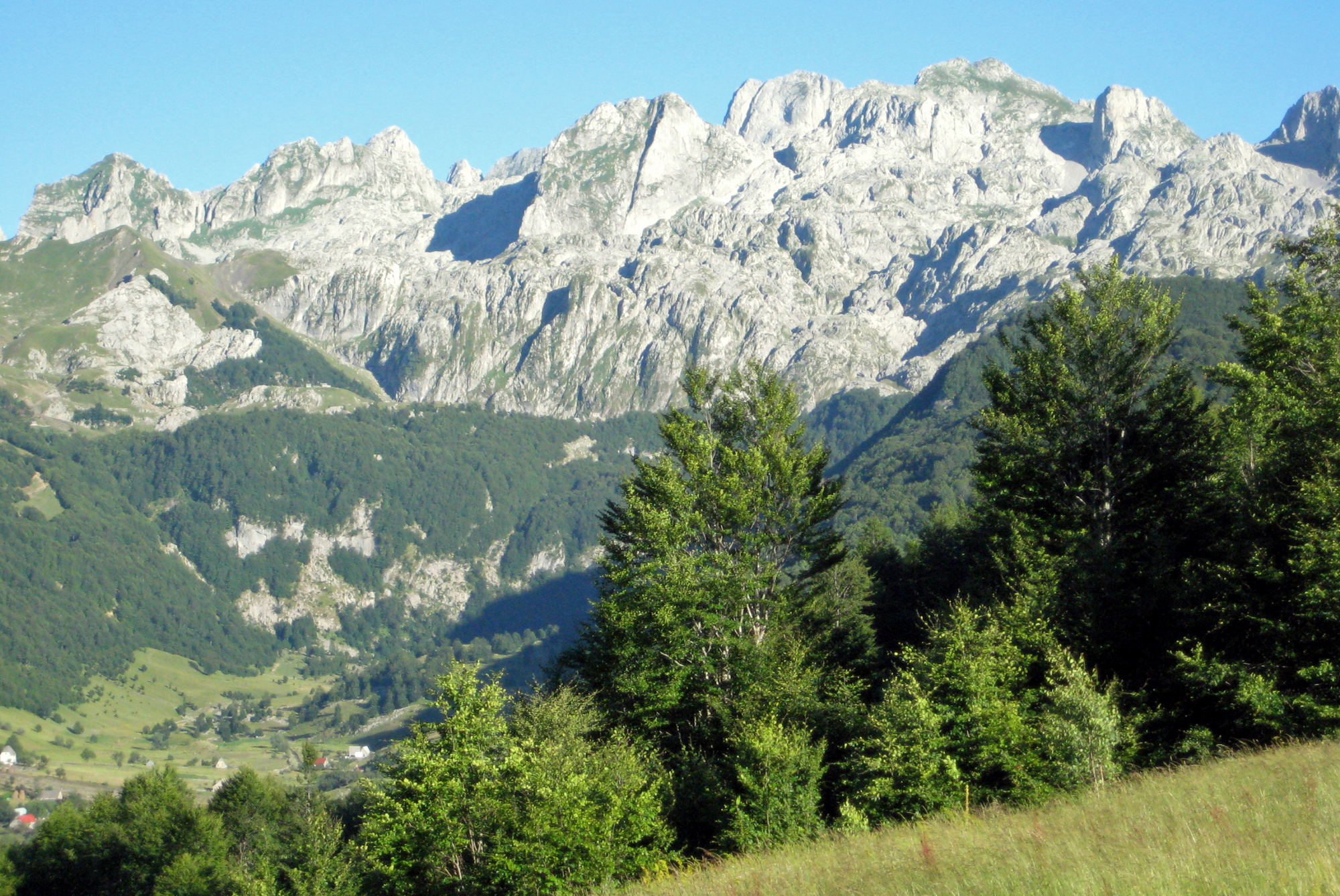
Bjeshkët e Namuna bei Lepusha

Die Gemeinde Malësia e Madhe ist die nördlichste Gemeinde Albaniens. Sie liegt – abgesehen von der Ebene Mbishkodra (Über Shkodra) mit dem Ort Koplik am Ufer des Shkodrasees – zur Gänze im Hochgebirge der Albanischen Alpen. Im Westen jenseits des Sees und im Norden grenzt die Gemeinde an Montenegro.
Das Gemeindegebiet ist nicht identisch mit der Bezeichnung für die Region Malësia e Madhe, sondern umfasst lediglich deren Zentrum. Es beginnt am Fuße der Berge am östlichen Rand des Shkodrasees. Von der einige Kilometer breiten Ebene Mbishkodra zieht sich das Gemeindegebiet über die Berge der Albanischen Alpen nach Osten bis zu deren Zentrum. Der rund zwölf Kilometer lange unzugängliche Karstblock Bjeshkët e Nemuna mit fünf Gipfeln, die höher als 2500 m ü. A. sind, liegt am östlichen Rand. Das Tal der Shala östlich davon mit dem Ort Theth und die Jezerca, mit 2693 m ü. A. der höchste Gipfel der Albanischen Alpen, gehören nicht mehr zur Gemeinde Malësia e Madhe. Der höchste Punkt innerhalb der Gemeinde ist die Radohima mit 2568 m ü. A.
Nördlichstes Dorf der Gemeinde und Albaniens ist Vermosh, das im Tal des Lumi i Vermoshit, dem Quellfluss des Lim liegt. Dies ist das einzige Tal Albaniens, das ins Schwarze Meer entwässert wird. Der Pass Qafa e Bordolecit verbindet es mit dem Tal des Cem und dem Rest von Albanien. Im Winter ist es oft nur vom nahen Plav in Montenegro zu erreichen.
Südlich von Vermosh, entlang der Nordwestgrenze, verläuft in einem tief eingeschnittenen Tal der Cem (Serbisch: Cijevna/Цијевна), ein Nebenfluss der Morača. Die Kelmend genannte Region ist von Koplik aus nur über Han i Hotit und einen Pass, der in die tiefe Schlucht des Flusses führt, zu erreichen. Die Orte Tamara und Selca im Talboden gehören zu den größten Dörfern in den Albanischen Alpen.
Südlich des Cem verläuft in etwa parallel zum Cem das Tal des Përroi i Thatë (Trockener Bach), der meist kein Wasser führt und bei Koplik in den Shkodrasee mündet, mit dem Dorf Boga auf rund 1000 m ü. A.
Der nördliche Bereich der Gemeinde mit Vermosh, Lepusha und Nikç ist Teil des Nationalparks Alpen Albaniens. Der Shkodrasse ist sowohl Biotop- und Artenschutzgebiet mit Management wie auch internationales Ramsar-Schutzgebiet.

## Bevölkerung
Die Region ist wie alle ländlichen Gebiete Albaniens stark von Abwanderung betroffen. 2001 lebten noch 36.770 Einwohner in der Region. Innert zehn Jahren war die Bevölkerung um 16 % auf 30.823 Einwohner (Volkszählung 2011) zurückgegangen, in den nächsten zwölf Jahren bis 2023 nochmals um 30 %.
Dicht besiedelt ist vor allem die Ebene am Ostufer des Shkodrasees gegen Shkodra zu, während die Berggebiete nur sehr schwach besiedelt sind. 

## Verkehr

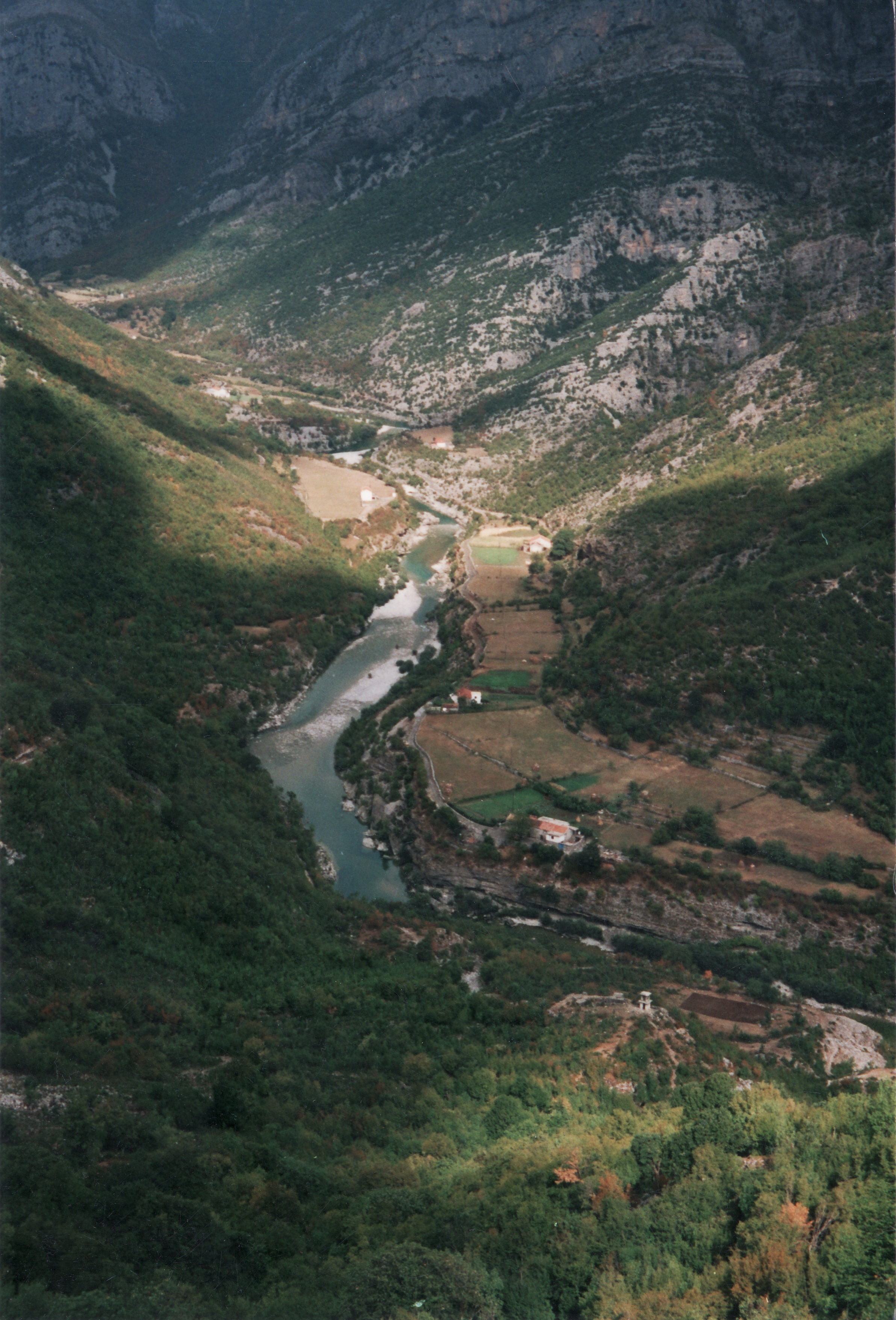
Streusiedlung am Oberlauf des Cem bei Selca

Bei Han i Hotit befindet sich ein Grenzübergang nach Montenegro für Autos und Eisenbahn. Lange war dies die einzige Verbindung nach Montenegro und während der kommunistischen Herrschaft der wichtigste Grenzübergang Albaniens. Während der Jugoslawienkriege war die Grenze aber gesperrt; in der Region lebten damals viele vom Treibstoff-Schmuggel. Danach gewann der neue Grenzübergang westlich von Shkodra in Richtung Ulcinj an Bedeutung. In der Gemeinde gibt es noch zwei Grenzübergänge im Kelmend an der SH20.
Die Eisenbahnstrecke entlang des Shkodrasees lag in den 1990er Jahren mehrheitlich still. Die Schienen wurden zum Teil illegal demontiert und als Alteisen verkauft. 18 Jahre nach der Eröffnung der Strecke im Jahr 1985 wurde sie 2003 zum zweiten Mal wieder in Betrieb genommen. Die Einführung von Personenzügen zwischen Montenegro und Albanien war damals auch beabsichtigt, wurde aber nicht realisiert.
Die Straße SH1 von Shkodra am See entlang durch die Gemeinde nach Han i Hotit ist gut ausgebaut. Auch die wichtigsten Verbindungen in den Bergtälern sind jetzt asphaltiert.

## Verwaltungseinheiten
Im Sommer 2015 wurden sechs Gemeinden zur Gemeinde Malësia e Madhe zusammengelegt. Seither bilden diese die Njësitë administrative (Verwaltungseinheiten) der Bashkia.
| Name          | Einwohner 2023 | Einwohner 2011 | Gemeindeart |
| ------------- | -------------- | -------------- | ----------- |
| Koplik        | 2.990          | 3.734          | Bashkia     |
| Gruemira      | 6.634          | 8.890          | Komuna      |
| Kastrat       | 4.335          | 6.883          | Komuna      |
| Kelmend       | 1.464          | 3.056          | Komuna      |
| Qendër Koplik | 3.610          | 4.740          | Komuna      |
| Shkrel        | 2.651          | 3.520          | Komuna      |